# La canción de Buenos Aires
La canción de Buenos Aires  es una película argentina filmada en Eastmancolor dirigida por Fernando Siro sobre su propio guion escrito en colaboración con Elena Cruz según el radioteatro de Elena Cruz que se estrenó el 28 de febrero de 1980 y que tuvo como actores principales a Guillermo Fernández, Ricardo Darín, Manuela Bravo y Rita Terranova. El futuro director de cine Aníbal Di Salvo fue el director de fotografía.

## Sinopsis
Por un aviso se convoca al heredero de una fortuna que se llama Juan González. Se presentan tres jóvenes con ese nombre pero solo uno es el que tiene derecho a la herencia. Los muchachos para recibirla deberá vivir con misteriosa señora y su hija para acceder a ella.

## Reparto
Intervinieron en la película los siguientes intérpretes:
- Guillermo Fernández ... Juan González "Sinatra"
- Ricardo Darín ... Juan González "El poeta"
- Manuela Bravo ... Manuela
- Rita Terranova ... Cristina
- Pablo de Tejada ... Juan González
- Elena Cruz ... Doña Rosa
- Fernando Siro ... Dr Estévez
- Susana Ortiz ... Clienta de la verdulería
- Karim
- Sebastián Manzone
- Felipe de Aristegui
- Diana Martín
- Jeannette Monique
- René Roxana
- Juan Carlos Damia
- Ernesto Michel

## Comentarios
Esquiú Color escribió:

«Todas aquellas carencias literarias y aun las falencias de construcción cinematográfica deben contar con una dosis de justificación para intentar analizar este trabajo de Fernando Siro…existe una honesta intención de rescatar la anécdota sana y humorística.»